# San Pedro Denxhi Centro
San Pedro Denxhi Centro är en ort i Mexiko, tillhörande kommunen Aculco i den nordvästra delen av delstaten Mexiko, i den centrala delen av landet. Orten hade 1 119 invånare vid folkräkningen 2010.